# Keith Laumer
John Keith Laumer, né le 9 juin 1925 à Syracuse dans l'État de New York et mort le 23 janvier 1993  à Brooksville en Floride, est un auteur américain de science-fiction. 
Avant de devenir un auteur à temps plein, il a été officier dans l'US Air Force et diplomate des États-Unis.

## Biographie
Keith Laumer est le plus connu pour sa série Bolo ainsi que pour sa série satirique Retief. La première chronique l'évolution de tanks de la taille de poids lourds qui s’éveillent à la connaissance de soi à la suite d'une amélioration constante résultant de siècles de guerre intermittentes contre diverses espèces extra-terrestres. La seconde relate les aventures d'un diplomate spatial cynique qui doit constamment surmonter les échecs de bureaucrates avec des noms Ambassadeur Grossblunder (traduction en français « grosse bourde »). Les histoires de Retief ont été considérablement influencées par la précédente carrière de Laumer dans le service des affaires étrangères des États-Unis.
Quatre de ses romans courts furent sélectionnés au prix Hugo ou au prix Nebula (l'un d'entre eux, À la queue, pour les deux) et son roman A Plague of Demons a été sélectionné au prix Nebula du meilleur roman en 1966.
Pendant les années 1959-1971, Laumer était un auteur prolifique de science-fiction dont le travail amusait toujours. Ses romans tendent à suivre deux modèles : 
- aventures rapides et entraînantes dans le temps et l'espace, avec une emphase sur le cavalier solitaire, le surhomme latent, l’autosacrifice et la transcendance
- les comédies, parfois dans la catégorie précédente.

En 1971, Laumer subit une attaque cérébrale lorsqu’il travaille sur le roman The Ultimax Man. En conséquence, il ne peut pas écrire pendant quelques années. Comme il a expliqué par la suite lors d’une interview, il avait refusé d'accepter le diagnostic des médecins. Il avait alors proposé une explication alternative et développé un programme de traitement alternatif (et très douloureux). Bien qu’il n’ait pas pu écrire au début des années 1970, il y a eu un certain nombre de livres qui étaient en cours d’édition qui ont été publiés pendant cette période. 
Au milieu des années 1970, Laumer a partiellement récupéré de son attaque et a repris l'écriture. Laumer réédita aussi plusieurs de ses premiers travaux.
L'écrivain David Weber a repris l'univers des Bolo pour deux de ses romans (hors série Honor Harrington).

## Œuvres

### Bolo
Livres se déroulant dans l’univers des Bolo (tanks ayant pris conscience d’eux-mêmes).
- Bolo (1976)
- Bolo: Annals of the Dinochrome Brigade (1986)
  - Unité de combat [Bolo] in Opta, Revue Fiction no 127, 1964.
  - La Nuit des Trolls [Bolo] in Opta, Revue Galaxie no 15, 1965.
- Rogue Bolo (1986)
- The Stars Must Wait (1990)
- The Complete Bolo (1990)

### Retief
Aventures satiriques de Retief, le diplomate galactique.
- Envoy to New Worlds (1963)
  - Ces féroces Qornts [Une aventure de Retief]  in Opta, Revue Galaxie no 18, 1965.
  - Le Gouverneur de Glave [Une aventure de Retief] in Opta, Revue Galaxie no 22, 1966.
- Galactic Diplomat (1965)
  - 'Le Prince et le Pirate [Une aventure de Retief]    in Opta, Revue Galaxie no 28, 1966.
  - La Cité dans la mer [Une aventure de Retief]  in Opta, Revue Galaxie no 39, 1967.
  - Le Château de lumière [Une aventure de Retief] in Opta, Revue Galaxie no 46, 1968.
  - Quand l'oracle a parlé... [Une aventure de Retief]    in Opta, Revue Galaxie no 59, 1969.
  - Sus aux Krultchs ! [Une aventure de Retief]      in Opta, Revue Galaxie no 63, 1969.
  - Le Tueur géant [Une aventure de Retief] in Opta, Revue Galaxie no 87, 1971.
- Retief's War (1966)
  - Skweem Nord, Skweem Sud [Une aventure de Retief]     in Opta, Revue Galaxie no 95, 1972.
  - Trêve au poing [Une aventure de Retief]   in Opta, Revue Galaxie no 109, 1973.
- Retief and the Warlords (1968)
- Retief of the CDT (1971)
  - Le pime ne craie pas [Une aventure de Retief] in Opta, Revue Galaxie no 113, 1973.
- Retief: Emissary to the Stars (1975)
- Retief at Large (1978)
- Retief Unbound (1979)
- Retief: Diplomat at Arms (1982)
- Retief to the Rescue (1983)
- The Return of Retief (1984)
- Retief (1986)
- Retief in the Ruins (1986)
- Retief and the Pangalactic Pageant of Pulchritude (1986)
- Reward for Retief (1989)
- Retief and the Rascals (1993)

- Retief! (omnibus posthume, ed. Eric Flint) (2002)

### Imperium
Livres se déroulant dans l’univers de l’Imperium : un continuum de mondes parallèles dans lequel l’ordre est maintenu par l'Imperium, un gouvernement basé dans un Stockholm alternatif.
- Worlds of the Imperium (1962)			
  - Les Mondes de l'impérium (1971)
- The Other Side of Time (1965)
- Assignment in Nowhere (1968)
- Beyond the Imperium (edition omnibus de ”The Other Side of Time” et ”Assignment in Nowhere”) (1981)
- Zone Yellow (1990)

- Imperium (edition omnibus de ”Worlds of the Imperium”, ”Assignment in Nowhere” et ”The Other Side of Time”, ed. Eric Flint) (2005)

### Time Trap
- Time Trap (1970)
- Back to the Time Trap (1992)

### Lafayette O'Leary
Un équivalent comique de l’Imperium, dans lequel le héros à la capacité de se rendre sur des Terres féodales/magiques alternatives.
- The Time Bender (1966)
- The World Shuffler (1970)
- The Shape Changer (1972)
- The Galaxy Builder (1984)

### Chapeau melon et bottes de cuir(novélisations de la série TV)
- The Avenger #5: The Afrit Afair (1968)
- The Avenger #6: The Drowned Queen (1968)
- The Avenger #7: The Gold Bomb (1968)

### Les Envahisseurs(novélisations de la série TV)
- The Invaders (titre en Grande-Bretagne The Meteor Men, A Story of Invaders publié sous le nom de Anthony LeBaron) (1967)
- Army of the Undead (titre en Grande-Bretagne The Halo Highway publié sous le nom de Rafe Bernard) (1967)
- Enemies From Beyond (1967)

### Autres livres
- How to Design and Build Flying Models (non-fiction) (1960, revisé en 1970)
- A Trace of Memory (1962)
- The Great Time Machine Hoax (1964) 			
  - L'Ordinateur désordonné (1971)
- A Plague of Demons (1965)
- Embassy (non-genre) (1965)
- Catastrophe Planet (1966)
- Earthblood (avec Rosel George Brown) (1966)
- The Monitors (filmé en 1969) (1966)
- Galactic Odyssey (1967)
- Nine by Laumer (collection) (1967)
- Planet Run (with Gordon R. Dickson) (1967)
- The Day Before Forever and Thunderhead (deux courts romans) (1968)
- Greylorn (collection) (1968)
- It's a Mad, Mad, Mad Galaxy (collection) (1968)
- The Long Twilight (1969) 			
  - Le Long Crépuscule (1978)
- The Seeds of Gonyl (If magazine, jamais publié sous forme de livre) (1969)
- The House in November (collection) (1970)
- The Star Treasure (1970)                     
  - Cœur d'étoile (1974)
- Deadfall (titre alternatif ”Fat Chance”, filmé en 1975 sous le titre de ”Peeper”) (1971)
  - Un deuil dans la famille, Presses de la Cité, 1973
- Dinosaur Beach (1971)			
  - Dinosaure plage (1975) - Super-Fiction no 2, 1975
- Once There Was a Giant (collection) (1971)
- The Big Show (collection) (1972)
- The Infinite Cage (1972) 			
  - La Cage infinie (1978)
- Night of Delusions (1972)
- Timetracks (collection) (1972)
- The Glory Game (1973)
- The Undefeated (collection) (1974)
- The Best of Keith Laumer (collection) (1976)
- The Ultimax Man (1978)			
  - Ultimax (1980)
- The Breaking Earth (révision de Catastrophe Planet) (1981)
- Star Colony (1982)
- Knight of Delusions (révision de Night of Delusions) (1982)
- Chrestomathy (collection) (1984)
- End as a Hero (1985)
  - Invasion mentale   in Opta, Revue Galaxie no 7, 1964.
- The Other Sky and The House in November (1985)
- Alien Minds (collection) (1991)
- Judson's Eden (1991)

- Keith Laumer: The Lighter Side (omnibus posthume, ed. Eric Flint) (2001)
- Odyssey (omnibus posthume, ed. Eric Flint) (2002)
- A Plague of Demons and Other Stories (omnibus posthume, ed. Eric Flint) (2003)
- Legions of Space (omnibus posthume, ed. Eric Flint) (2004)

### Nouvelles en français
- Sur le seuil (1961, Doorstep) in Opta, Revue Galaxie no 20, 1965.
- Hybride (1961, Hybrid) in Opta, Revue Fiction no 126, 1964.
- Le Roi de la ville (1961, The King of the City) in Opta, Revue Galaxie no 36, 1967.
- Tonnerre lointain (1963, The Long Remembered Thunder) in Opta, Revue Galaxie no 4, 1964.
- Les Filous de la galaxie (1963, The Star Sent Knaves / The Time Thieves) in Opta, Revue Galaxie no 12, 1965.
- Mort aux vermines ! (1964, A Bad Day for Vermin / The Exterminator) in Opta, Revue Galaxie no 23, 1966.
- Maître du monde (1965, Worldmaster) in Opta, Revue Galaxie no 58, 1969.
- Dernier test : destruction (1967, Test to Destruction) in Dangereuses Visions - Tome 2, J'ai Lu, Science-fiction no 627, 1976.
- La Mission de Carneby (1967, Thunderhead) in Dans l'ombre des bois, Opta, Galaxie Bis no 37, 1974.
- Mémoire intemporelle (1968, Mind out of Time) in Histoires stellaires, Opta, Fiction-Spécial no 15, 1969.
- Le Jour du ptéranodon (1969, Dunderbird) (avec Harlan Ellison) in Opta, Revue Galaxie no 82, 1971. in La Chanson du Zombie, Les Humanoïdes associés, Coll. Harlan Ellison no 4, 1980.
- Scène de rue (1969, Street Scene) (avec Harlan Ellison) in La Chanson du Zombie, Les Humanoïdes associés, Coll. Harlan Ellison no 4, 1980.
- À la queue ! (1970, In the Queue) in Histoires écologiques, Livre de Poche, La Grande Anthologie de la SF no 3778, 1976 (rééd. 1987)
- Le Droit à la résistance [Andrew Galt] (1971, The Right to Resist) in Opta, Revue Galaxie no 98, 1972.
- Le Droit à la révolte [Andrew Galt] (1971, The Right to Revolt) in Opta, Revue Galaxie no 98, 1972.